# Ram Singh Yadav
Ram Singh Yadav (in tamil: இராம் சிங் யாதவ்; Varanasi, 7 novembre 1984) è un ex maratoneta indiano.

## Biografia
Yadav, dopo aver fallito la qualificazione ai Giochi olimpici di Pechino 2008 per pochi secondi, nel 2012 è riuscito a prendere parte alle Olimpiadi di Londra 2012 correndo un tempo di 2h16'59" alla maratona di Mumbai del medesimo anno. Con la sua partecipazione ai Giochi di Londra, Yadav è il secondo atleta indiano a partecipare ad una maratona olimpica, prima di lui si era qualificato nel 1976, e successivamente nel 1980, Shivnath Singh.

## Palmarès
| Anno | Manifestazione               | Sede        | Evento   | Risultato | Prestazione | Note |
| ---- | ---------------------------- | ----------- | -------- | --------- | ----------- | ---- |
| 2010 | Giochi asiatici              | Canton      | Maratona | 15º       | 2h39'23"    |      |
| 2010 | Giochi del Commonwealth      | Nuova Delhi | Maratona | 8º        | 2h21'24"    |      |
| 2010 | Giochi dell'Asia meridionale | Dacca       | Maratona | Bronzo    | 2h00'23"    |      |
| 2012 | Giochi olimpici              | Londra      | Maratona | 78º       | 2h30'06"    |      |

## Altre competizioni internazionali
2006
- Oro alla Maratona di Meerut ( Meerut) - 2h23'05"
- 18º alla New Delhi Half Marathon ( Nuova Delhi) - 1h06'41"

2007
- 16º alla Standard Chartered Mumbai Marathon ( Mumbai) - 2h20'33"
- Oro alla All India Indira Marathon ( Allahabad) - 2h18'20"
- Oro alla Maratona di Bangalore ( Bangalore) - 2h30'28"
- 23º alla Standard Chartered Singapore Marathon ( Singapore) - 2h29'30"
- 17º alla New Delhi Half Marathon ( Nuova Delhi) - 1h06'09"

2008
- 10º alla Standard Chartered Mumbai Marathon ( Mumbai) - 2h18'23"
- Argento alla All India Indira Marathon ( Allahabad) - 2h22'02"
- 15º alla Standard Chartered Singapore Marathon ( Singapore) - 2h22'55"
- 40º alla New Delhi Half Marathon ( Nuova Delhi) - 1h09'19"
- 4º alla Mezza maratona di Chennai ( Chennai) - 1h05'05"

2009
- 11º alla Standard Chartered Mumbai Marathon ( Mumbai) - 2h18'03"
- 5º alla Gold Coast Marathon ( Gold Coast) - 2h20'36"
- 24º alla New Delhi Half Marathon ( Nuova Delhi) - 1h05'47"
- Bronzo alla SAFRA Bay Run ( Singapore) - 1h07'59"

2010
- 12º alla Standard Chartered Mumbai Marathon ( Mumbai) - 2h21'02"

2011
- 24º alla Standard Chartered Mumbai Marathon ( Mumbai) - 2h25'32"
- Argento alla Maratona di Chennai ( Chennai)

2012
- 12º alla Standard Chartered Mumbai Marathon ( Mumbai) - 2h16'59"

2013
- Oro alla Maratona di Hyderabad ( Hyderabad) - 2h31'31"